# Polvo del terror
Terror Dusk (llamado en Hispanoamérica y España Polvo del terror) fue una serie de terror y ciencia ficción de 2002. Está conformada por 50 episodios. Después cinco temporadas, la serie fue cancelada. Además de la serie, se han impreso libros, en total diez, cada uno con cinco historias de las diez de cada temporada, y también un DVD sobre cada temporada. La serie es un homenaje a la The Twilight Zone.

## Lista de episodios

### Temporada 1: Polvo de ángel.
La primera temporada recibió el subtítulo Polvo de ángel, ya que fue el episodio ganador de las votaciones como el mejor de todos. Consta al igual que las demás temporadas, de 10 episodios y un episodio especial censurado que solo viene en el DVD.
- Episodio 1: Te largas solo.

El primer episodio de todos. Sullivan y Stephani son 2 prometidos que se encuentran en un viaje de trotamundos antes de casarse. En un poblado, la gente empieza a portarse racista con Sullivan, mientras que a Stephani la tratan como una reina. Sullivan descubre que es un rito que hacen los del lugar para ofrecer a la novia en un sacrificio a una estatua que creen un Dios.
Curiosidad: El nombre es un anacronismo de la canción de Michael Jackson, Beat it ya que en español el nombre es Solo largate.
- Episodio 2: Jefe Falso.

Un trabajador de un periódico descubre que su jefe hace un trato con un policía corrupto para asesinar a la esposa de éste para que pueda cobrar el seguro y casarse con una modelo. El protagonista intenta por cualquier medio salvar la vida de su hermana, la esposa de su jefe.
Curiosidad: al igual que en la película de 1999, Fight Club, el protagonista nunca revela su verdadero nombre y siempre se le dice "dibujante" o "el problema".
- Episodio 3: Polvo de ángel.

Mark vive en un barrio pobre de Rhode Island, con un sueldo diario de 50 dólares. Planea estudiar para caricaturista y recorrer el mundo para ser famoso. Brenda es una mujer que vive al lado de su departamento que siempre ha sido tímida con él. Gracias a que debe matar un ratón, Mark descubre que Brenda lo espía y tiene un santuario a él, que lo considera un ser perfecto, un ángel, al que trata de matar para hacer de él polvo de ángel con el que piensa que obtendrá sus sueños. El problema es que Mark escapa y Brenda lo busca, matando a los que han ayudado a Mark, tratando de acabar con su cordura.
Curiosidad: Los trabajos que intenta hacer Mark, ser caricaturista y un trotamundos es lo que hacían los de los anteriores episodios.
- Episodio 4: El astro.

En Siria una nave espacial se estrella. Estados Unidos oculta el suceso pues la nave fue enviada en 1997 con un espécimen de vida muy peligroso que se les escapa, empezando una masacre entre el equipo de soldados y científicos.
Curiosidad: La nave lleva por nombre "Ocsamad", que es Damasco al revés.
- Episodio 5: La familia sin ojos.

En una ciudad ficticia llamada Wolf Creek entre un gran campo, se encuentra un lugar donde se dice que habita "la familia sin ojos". El lugar está caracterizado porque la temperatura del lugar siempre es más fría que la de la ciudad, y porque aparecen horribles muertes. Un grupo de investigadores deciden investigar, lo que no saben es que serán atrapados y torturados por unas personas horribles.
Curiosidad: La ciudad de Wolf Creek aparece en más episodios.
- Episodio 6: Rompe-cuestas.

Stewart y su hermano gemelo Darius están como cada año vacacionando en su casa al lado del lago. Pero esta vez hay algo extraño, ya que cada noche se oyen unos tremendos truenos y la siguiente mañana hay un cráter en las cuestas al otro lado del lago. Pronto verán que hay un espécimen capaz de hacer eso, y que trata de salir a tierra para liberar su destrucción.
Curiosidad: Al enemigo se le nombra "Rompe-cuestas", aunque en realidad lo que rompe es la corteza para poder emerger, y los cráteres son lugares donde ha intentado salir. También es el enemigo más grande de la primera temporada, ya que al final se revela que medía la longitud del lago, unos 3 kilómetros.
- Episodio 7: Una fiesta de muerte.

7 compañeros de universidad se juntan para hacer una fiesta en un yate. Después quedan atrapados ya que un extraño ser ataca al yate y vacía el tanque de combustible, y hace fallar al motor. Las provisiones se empiezan a acabar cuando siente que no serán salvados.
Curiosidad: En el yate hay un póster de una película. En una toma más cercana, se puede ver que dice "Rompe-cuestas".
- Episodio 8: Perturbación de Stefano.

Stefano es un carnicero italo-americano que ha hecho siempre lo posible porque Adriana note su presencia, una mujer que es amiga de Christopher, su jefe. Stefano se perturba al no ser su novio, y empieza a secuestrar y ocultar a las personas cercanas a ella, para ser la persona que tenga toda su atención.
Curiosidad: La trama es parecida a la de Polvo de ángel, solo que el protagonista es el villano y no mata a los que estorban su objetivo.
- Episodio 9: Ayúdenos con el carro.

2 parejas son atacadas sin saberlo por un asesino, pinchándoles de forma disimulada un neumático. El asesino usa a su cómplice Allen, un anciano que parece amistoso, para ganarse la confianza y matar a los despreocupados que caen en la trampa. Dorian es el asesino, que se viste con una máscara apretada que da la apariencia de ser su verdadero rostro, saliendo únicamente cuando una de las víctimas está sola.
Curiosidad: Dorian no muestra su rostro en la película, o eso se cree, pues cuando están en la gasolinera al inicio, se oye que el cajero se despide de un comprador diciendo "Adiós Dorian, salúdame a Allen".
- Episodio 10: El cazador.

Este episodio habla más sobre la ciencia ficción que sobre el terror. Damon es un cazador que puede ver demonios, duendes y fantasmas y trabaja cazándolos. En un ataque demoníaco, Damon es alterado de la vista, y ahora a las personas mortales las ve como sus enemigos, y se empieza a hacer un asesino serial con poderes demoníacos.
Curiosidad: Esto tiene muchas semejanzas con el videojuego Devil May Cry. En primer lugar, el cazador empieza su nombre con D, en segundo lugar usa un arma de fuego al inicio, pero luego se hace con un arma secundaria, una espada que un demonio deja al morir.
- Episodio censurado: La boda.

Una boda se ve fracasada al llegar una pandilla de motociclistas y matar a la novia. Durante 10 años el novio ha desaparecido, y se dice que se volvió loco, en realidad sí pasó  eso, y ahora después de planear sus movimientos, "El novio" empieza a asesinar a parejas cortándoles a los hombres los brazos y a las mujeres las piernas y dejando sus cuerpos en lugares donde hay indicio de su próxima víctima. El episodio fue censurado en la televisión por su alto contenido de violencia, temas sexuales y uso de drogas en menores. En realidad iba a ser el episodio que ahora ocupa el lugar de "Perturbación de Stefano".

### Temporada 2: La bestia amorfa.
La segunda temporada es la que se llamó "La más torturadora". El director de toda la temporada, Kenneth Svenson, no sintió compasión y además de hacer sentir al espectador un terror atroz, se empezó a pensar que la temporada era gore además de que en la mayoría de los episodios, tuvieron que ser cortadas escenas.
- Episodio 11: Tornado.

Blesptom's Storm es una agencia de investigadores que se especializan en la naturaleza. En un extraño lugar, la gente vive atemorizada, pues dicen que ven en las colinas una poderosa tormenta. Los investigadores deciden ir a ver que pasa, y lo que en realidad sucede es un enorme tornado que gracias a las colinas y al volcán no puede provocar daños. Pero esta vez, el tornado es más fuerte de lo que se haya visto, y saldrá de ahí.
- Episodio 12: Amooke.

James Portland es un ecologista, que viaja junto a su esposa y su hermano a investigar especies en peligro de extinción. En un viaje al Amazonas una tribu les advierte que no visiten el Amooke, un lugar prohibido donde las especies no son las mismas que en el resto del planeta. James y su equipo, convencidos de que deben tener más espacio, deciden viajar y entrar al lugar. Allí, unos salvajes animales, plantas venenosas y El espíritu del Amooke los seguirán, empezando a acabar con la cordura y con la vida de su esposa.
Curiosidad:
Cuando el lagarto gigante los está siguiendo, Laura (su esposa) es herida por una navaja que sale de un árbol, lo que responde a la pregunta de por qué cuando muere lleva un corte en el estómago.
- Episodio 13: Muerte en la silla.

Un tipo extraño llamado Gary se pasa la vida buscando al asesino que mató a sus padres. Los demás policías lo toman como un loco al decir siempre que fue una sombra quien los mató. La comisaría después de encerrar a un tipo llamado Armand Joakes empieza a ver sombras extrañas, y asesinatos de reclusos y policías. Gary sabe que Armand tiene algo que ver, solo que ha escapado y está escondido por ahí.
- Episodio 14: La bestia amorfa.

Joaquín es un escritor. Ha ido a vivir con su exesposa al poblado de Wolf Creek para solucionar todo, y poder volverse a casar, pues ambos sienten aun amor el uno por el otro. Viven frente a una antigua iglesia detrás de la cual hay un cementerio. La calle está llena de negocios fracasados y casas incendiadas. La única tienda abierta es la del viejo Samuel. Este les platica que la iglesia contiene un ser que ha vivido en ella desde su creación. Joaquín y Alma no creen lo que dice Samuel, pero pronto son testigos de que si existe ese algo pues en el campanario se mueve una sombra, la reja del cementerio todas las mañanas está abierta y la iglesia ha sido abandonada y cerrada. Joaquín piensa que investigar es un buen inicio para su debut en cuentos de horror, así que entra a buscar la bestia. Las repercusiones no caen sobre él, sino en su esposa que es torturada hasta la muerte. Joaquín al final casi perdiendo la cordura incendia la iglesia y el cementerio, la bestia sale y no lo deja escapar, pero Joaquín se empieza a reír mientras le cae un tablón incendiado.
Curiosidad: La escena donde él es seguido por la bestia duro solo 5 horas, ya que todas las tomas se hicieron seguidas y no se hicieron tomas dobles. Además en el DVD viene un final alternativo donde se ve otra bestia amorfa, pero ésta resulta ser Joaquín con una enorme sonrisa.
- Episodio 15: Gran Madre.

Los Cerros es una colonia mexicana en una gran ciudad. El lugar es testigo de la matanza de una mujer a la que le decían Gran Madre. Esta mujer fue una monja que fue linchada por el Ku Klux Klan y ahora rapta gente para llevarlos a la extraña capilla abandonada, donde los somete a unas operaciones terribles.
- Episodio 16: Las parejas no existen.

Jenna y Lauren son una pareja de lesbianas que han escapado de las restricciones de sus familias. Después de que lleguen a un camino llamado "Old tiger Road" se ven solas, a excepción de un extraño hombre que aparece seguidamente, tomándoles fotos, acosándolas e inclusive llega a tratar de detenerlas con un cuchillo. El camino ha sido cerrado a la salida ya que un derrumbe las ha dejado atrapadas y el extraño hombre sigue ahí, aguantando el frío, el hambre y todo para algún destino no muy bueno para ellas.
Curiosidad: Durante la secuencia en que el extraño trata de sacarlas del camino, una persona ayudante del director murió fuera del lugar porque alguien lo había sacado del camino. Además, el final original era que el extraño al ver que Lauren había muerto y luego Jenna le dice que es lo mejor para que no sufra, el antagonista se lanzaría al vacío. En lugar de eso, solo fue una broma que Lauren estuviera muerta y cuando el asesino se le acerca a Jenna, Lauren le encaja unas enormes tijeras.
- Episodio 17: El cerrado piso 5.

Darío es un pintor de hoteles que no teme a las alturas y pinta por fuera y por dentro. Se ha hecho famoso por las técnicas que usa. Namp es un periodista y se está especializando en atraer al público con lo sobrenatural. Darío es contratado para pintar el cerrado piso 5 y Namp quiere hacer una noticia sobre el lugar. El piso fue cerrado ya que un suicidio colectivo tuvo lugar en el piso. Para evitar accidentes, han cerrado el piso; Darío no lo sabe pero Namp sí. La única noche en se quedan, empiezan a ver muertos, sangre en las paredes, gritos y unos extraños tentáculos que empiezan a seguirlos a ambos.
Curiosidad: Estuvo en debate junto a La Bestia amorfa en ser el mejor episodio de la temporada. También, durante la escena donde se ven muertos en un pasillo, muy atrás, en pausa y con mucha atención se puede ver la bestia amorfa.
- Episodio 18: La casa de la locura.

Un grupo de personas despierta en una extraña casa antigua en Rumania. El grupo está compuesto por 9 personas que se llaman por un código: Topo 1 (una mujer que tiene asma); Topo 2 (Una exalcalde de un pueblo); Zaker (un muchacho que sufre de hipersexualidad; Tambor (el doctor del grupo que necesita lentes pero no los tiene a la mano); Newyork (una mujer joven que sufre de lagunas mentales); Fall (Un trabajador en una planta nuclear); Smo (un anciano con problemas de ceguera); Rain (una mujer rubia que siente que manda a todos, además de ser muy guapa); y Calcin (un bisexual que tiene problemas de auto temperamento). Ellos deben ayudarse mutuamente para escapar del lugar plagado de trampas. Entre estos, hay 2 personas que se vuelven villanos pero sin hacerse notar: Zaker y Topo 2, quienes como primer asesinato mandan a Smo a investigar un lugar donde un cable le corta la cabeza.
- Episodio 19: No llegarán lejos, primera parte.

Durante 2 días, una estación de radio ha estado anunciando que pronto tendrán que juntar comida, pues una fuerte tormenta se acerca al lugar. Durante un accidente de tráfico, alrededor de 200 personas se quedan atrapadas en un túnel y un puente, a los que llega la tormenta y quedan sin poder escapar. Muchos mueren, otros quedan heridos y la minoría en buenas condiciones. Atrapados en el túnel se crean 3 grupos: Los topos (exploran el lugar y van en busca de supervivientes); Eléctricos (tratan de reparar los objetos eléctricos); y después del ataque de unos extraños animales, los Centinelas (protectores). Para tratar de sobrevivir se tienen que ayudar, pues han quedado atrapados y unos extraños seres los están atacando.
Curiosidades: Iba a ser originalmente de un episodio y se acabaría con la pregunta que se haría el espectador de si sobrevivían, pero con el éxito se hizo una segunda parte. También comparte rasgos con La niebla de Stephen King como por ejemplo la gran tormenta, los sobrevivientes, el supermercado que se encontraba junto al túnel y los extraños seres, entre ellos unos insectos con aguijones de 5 centímetros.
- Episodio 20: No llegaran lejos, segunda parte.

Los sobrevivientes tienen que seguir resistiendo. El grupo de los Topos es atacado por una bestia gigante en el puente, y ya que se ven reducidos, pues inicialmente eran 14 y solo quedan 5 deben refugiarse en un camión. Entre los demás, 2 policías están haciendo una revuelta ya que entre ellos planean provocar una masacre para intentar salir, y a cada momento más gente apoya la idea.
- Datos: Q6082024